# 亞拉巴馬州伯明翰聖殿
亞拉巴馬伯明翰聖殿（Birmingham Alabama Temple）是耶穌基督後期聖徒教會的第98座聖殿，位於伯明翰郊區的加登。1998年，耶穌基督後期聖徒教會宣布將在伯明翰修建聖殿。2000年9月3日，伯明翰聖殿舉行了奉獻儀式。伯明翰聖殿面積10,700平方英尺（990平方）。

## 外部連結
- 维基共享资源上的相關多媒體資源：亞拉巴馬州伯明翰聖殿
- Official Birmingham Alabama Temple page （页面存档备份，存于）
- Birmingham Alabama Temple page